# Convertitore Push-Pull
Un convertitore push-pull è un tipo di convertitore DC/DC a commutazione che utilizza un trasformatore per modificare la tensione di un alimentatore DC. La caratteristica distintiva di un convertitore push-pull è che il trasformatore primario viene alimentato con corrente dalla linea di ingresso da coppie di transistori in un circuito push-pull simmetrico. I transistori sono alternativamente accesi e spenti, invertendo periodicamente la corrente nel trasformatore. Pertanto, la corrente viene prelevata dalla linea durante entrambe le metà del ciclo di commutazione. Ciò contrasta con i convertitori buck-boost, in cui la corrente di ingresso viene fornita da un singolo transistore che viene acceso e spento, quindi la corrente viene prelevata dalla linea solo durante metà del ciclo di commutazione. Durante l'altra metà la potenza in uscita viene fornita dall'energia immagazzinata in induttori o condensatori nell'alimentatore. I convertitori push-pull hanno una corrente di ingresso più stabile, creano meno rumore sulla linea di ingresso e sono più efficienti nelle applicazioni che richiedono potenze elevate.

## Funzionamento del circuito
Schema concettuale di un convertitore a ponte completo. Questo non è un convertitore push-pull a centro-tap o a primario diviso.
Il termine push-pull viene talvolta utilizzato per riferirsi in generale a qualsiasi convertitore con eccitazione bidirezionale del trasformatore. Ad esempio, in un convertitore a ponte completo, gli interruttori (collegati come un ponte a H) alternano la tensione sul lato di alimentazione del trasformatore, causando al trasformatore di funzionare come farebbe per l'energia AC e di produrre una tensione sul lato di uscita. Tuttavia, il termine push-pull si riferisce più comunemente a una topologia a due interruttori con un avvolgimento primario 
auto-switching device implemented with two transistors and split winding auto-transformer in place of the mechanical switch.diviso.
In ogni caso, l'uscita viene quindi rettificata e inviata al carico. I condensatori sono spesso inclusi all'uscita per filtrare il rumore di commutazione.
In pratica, è necessario consentire un breve intervallo tra l'alimentazione del trasformatore in una direzione e l'alimentazione in un'altra: gli "interruttori" sono di solito coppie di transistor (o dispositivi simili), e se i due transistor della coppia si commutassero contemporaneamente, ci sarebbe il rischio di cortocircuito dell'alimentatore. Pertanto, è necessario un breve tempo di attesa per evitare questo problema. Questo tempo di attesa è chiamato "Dead Time" ed è necessario per evitare il fenomeno del transistor shoot-through.